# Zlo pod suncem
Zlo pod suncem (izdan 1941.) je kriminalistički roman Agathe Christie.

## Radnja
Bio je kolovoz i prazničko raspoloženje osjećalo se u hotelu Jolly Roger. Bogati i slavni okupili su se na pirotesknom Krijumčarskom otoku. Sunčeve zrake probijale su plavo nebo...kupači su se sunčali na zlatnim plažama...čamci su se ljuljuškali u zaljevu...a prekrasna Arlena Stuart Marshall ležala je mrtva, zadavljena. Za nju su praznici završeni, ali tu je Hercule Poirot...

## Ekranizacija
Ekraniziran je u osmoj sezoni (2001.–02.) TV serije Poirot s Davidom Suchetom u glavnoj ulozi.

## Poveznice
- Zlo pod suncem  Arhivirana inačica izvorne stranice od 14. srpnja 2014. (Wayback Machine) na Agatha-Christie.net, najvećoj domaćoj stranici obožavatelja Agathe Christie